# Blindspot (phim truyền hình)
Blindspot (Điểm mù) là một bộ phim truyền hình tội phạm của Mỹ được tạo ra bởi Martin Gero, với sự tham gia của Sullivan Stapleton và Jaimie Alexander. Bộ phim được công chiếu vào ngày 21 tháng 9 năm 2015. Một đơn đặt hàng chín trở lại đã được đưa ra vào ngày 9 tháng 10 năm 2015, đưa mùa đầu tiên lên tổng cộng 22 tập, cộng với tập bổ sung đưa thứ tự đến 23 tập.
Vào ngày 10 tháng 5 năm 2018, NBC đã gia hạn loạt phim cho mùa thứ tư, dự kiến ra mắt vào ngày 12 tháng 10 năm 2018.

## Cơ sở
Blindspot tập trung vào một người phụ nữ xăm hình bí ẩn được tìm thấy khỏa thân bên trong một túi du lịch ở Quảng trường Thời đại của FBI, mà không có hồi ức về quá khứ của riêng mình hoặc danh tính của riêng mình. Họ phát hiện ra rằng hình xăm của cô có chứa manh mối về tội ác họ sẽ phải giải quyết.

## Diễn viên
- Sullivan Stapleton trong vai Kurt Weller
- Jaimie Alexander trong vai Jane "Remi" Doe[6]
- Rob Brown trong vai Edgar Reade
- Audrey Esparza trong vai Natasha "Tasha" Zapata
- Ashley Johnson trong vai Patterson
- Ukweli Roach trong vai Robert Borden
- Marianne Jean-Baptiste trong vai Bethany Mayfair
- Archie Panjabi trong vai Nas Kamal
- Luke Mitchell trong vai Roman
- Michelle Hurd trong vai Ellen "Shepherd" Briggs